# Lotte Verbeek
Lotte Verbeek (Venlo, 24 de junho de 1982) é uma atriz neerlandesa. Ela é mais conhecida por interpretar Giulia Farnese na série dramática britânica  The Borgias.

## Carreira
Depois de concluir o ensino médio, Verbeek começou sua carreira de atriz desempenhando papéis principais em filmes holandeses como Moes (2006) e LEFT (2007), no qual ela desempenha cinco papéis duplos
Ela conquistou o prêmio Leopardo de melhor atriz no Festival Internacional de Cinema de Locarno de 2009 por interpretar a personagem Anne no filme Nothing Personal. Lotte Verbeek também conquistou, graças a este mesmo papel, o prêmio de melhor atriz do Festival Internacional de Cinema de Marrakech em dezembro de 2009. Verbeek recebeu em 2010, no Festival de Berlim, o Prêmio Shooting Stars, concedido anualmente pelo European Film Promotion a atores promissores. Ela intepreta, desde 2011, a personagem Giulia Farnese na série de televisão de ficção histórica The Borgias, e Geillis Duncan em Outlander. 

## Filmografia
| Ano           | Título                 | Papel                                 | Notas                             |
| ------------- | ---------------------- | ------------------------------------- | --------------------------------- |
| 2006          | Moes                   | Mona                                  | TV                                |
| 2007          | Spoorloos verdwenen    | Carlie de Heer                        | Episódio: "De verdwener stuurman" |
| 2008          | Overgrave              | Narradora do poema                    | Documentário                      |
| 2008          | Moes                   | Mona                                  | Minissérie                        |
| 2008          | Links                  | Stella/Esther/Lucy/Secretária/Doutora |                                   |
| 2009          | Pauw & Witteman        | Ela mesma                             | Episódio: "4.23"                  |
| 2009          | Barbosa                |                                       |                                   |
| 2009          | Nothing Personal       | Anne                                  |                                   |
| 2010          | De wereld draait door  | Ela mesma                             | Episódio: "6.68"                  |
| 2010          | De troon               | Pauline                               | Episódio: "Drie kiningen"         |
| 2010          | De co-assistent        | Sandra                                | Episódio: "Twee keuzes"           |
| 2010          | The Swing Girls        | Judith Lescano                        |                                   |
| 2011          | Sonny Boy              | Dobbe Franken                         |                                   |
| 2011          | The Borgias            | Giulia Farnese                        | Série de TV, elenco principal     |
| 2014          | A Culpa é das Estrelas | Lidewij Vliegenthart                  |                                   |
| 2014-presente | Outlander              | Geillis Duncan                        | Série de TV                       |
| 2015          | The Last Witch Hunter  | Helena                                |                                   |
| 2016          | Agent Carter           | Ana Jarvis                            | Série de TV, segunda temporada    |
| 2016          | The Blacklist          | Katarina Rostova                      | Episódio "Cape May"               |
| 2016          | Division 19            | Aisha                                 |                                   |